# Бориславський заказник
Борисла́вський зака́зник — ландшафтний заказник місцевого значення в Україні. Знаходиться у Дрогобицькому районі Львівської області, на південь від міста Борислава. 
Площа заказника 2048,8 га. Створений у 1984 році відповідно до рішення виконкому Львівської обласної Ради народних депутатів № 495 від 09.10.1984 року. Перебуває у віданні ДП «Дрогобицький лісгосп». 
Статус надано з метою збереження, відновлення і відтворення цінних букових та ялицевих лісів природного походження, що мають виняткове значення для підтримання загально-екологічного балансу регіону. Заказник розташований на схилах таких низькогірних хребтів як Орівський, Діл Верх та Східницький Діл, що у фізико-географічному районі Верхньодністровські Бескиди. З півдня межує з національним природним парком «Сколівські Бескиди». 

## Природоохоронне значення
Територія заказника «Бориславський» є дуже цінною з природоохоронного погляду. Тут виявлено 15 видів червонокнижних комах, що становить близько половини червонокнижної фауни Передкарпатського регіону загалом. 
Найцікавіші знахідки на території заказника:
- плероневра хвойна — реліктовий вид, єдина його знахідка в Україні — околиці м. Дрогобич. Фактори загрози: вирубування природних ялицевих лісів;
- ктир шершнеподібний — з Передкарпаття відомий за колекційними матеріалами кінця XIX — початку ХХ століть лише з околиць м. Трускавець. Фактори загрози — антропогенний вплив на луки та узлісся;
- ктенофора святкова — в Україні знайдений лише в околицях м. Трускавець та в Канівському заповіднику. Фактори загрози — санітарні рубки з вирубуванням старих дуплястих дерев.

Крім того, ряд видів комах, виявлених у заказниках «Бориславський» та «Чортова Скеля», перебувають під охороною в європейських країнах або визнані як рідкісні, хоча до Червоної книги України вони не занесені.
- турун зморшкуватий (Carabus intricatus L.) — занесений до Європейського Червоного списку тварин і рослин; виявлений в околицях Трускавця та на території Винниківського лісництва. Фактори загрози — зменшення площ старовікових листяних лісів;
- турун нерегулярно-ямковий (Carabus irregularis F.) — рідкісний вид, виявлений в околицях Трускавця. Фактори загрози — вирубування корінних букових, ялицево- і смереково-букових лісів, санітарні рубки;
- рябець авринія (Euphydryas aurinia Rott.) — перебуває під охороною Бернської конвенції, виявлений в околицях Дрогобича. Фактори загрози — інтенсивне господарське використання вологих та болотистих лук, меліорація;
- рябець матурна (Euphydryas maturna L.) — перебуває під охороною Бернської конвенції, занесений до Червоного списку Міжнародної спілки охорони природи та Європейського Червоного списку, виявлений в околицях Дрогобича. Фактори загрози — вирубування та зміна породного стану лісів;
- синявець дамон (Polyommatus damon Den. et Schiff.) — рекомендований до внесення у Червону книгу України, виявлений в урочищі «Чортова Скеля». Фактори загрози не з'ясовані.

До цікавих видів златок, виявлених на території заказника, належить евритирея австрійська (Eurythyrea austriaca (L.)), чисельність якої різко скорочується протягом останніх десятиліть внаслідок зникнення місць її оселищ — старих ялицевих лісів. Хоча в XIX столітті цей вид неодноразово вказувався з досліджуваної території, остання його знахідка датована серединою XX століття. 
Серед 11 видів джмелів, виявлених у заказнику «Бориславський», (B. barbutellus, B.bohemicus, B. norvegicus, B. sylvestris, B.campestris, B.flavidus, B. hortorum, B. lucorum, B.pratorum, B. hypnorum, B. pascuorum), рідкісним є B. flavidus. 
За межами ландшафтного заказника «Бориславський», в околицях міст Борислав, Дрогобич та Трускавець, були зареєстровані такі червонокнижні види комах: красуня-діва, пахучий стафілін, вусач мускусний, рогохвіст авгур, ктир шершнеподібний, ктенофора святкова, жук-олень, сінниця геро, ведмедиця велика, сатурнія руда, шовкопряд березовий, плероневра хвойна.

## Нищення заказника
Відповідно до Рішення Львівської обласної ради № 223 від 08.12.1999 р. на прохання НГВУ «Бориславнафтогаз» (лист № 1/1103 від 03.09.1999 р. за підписом начальника управління І. В. Копача) територія заказника зменшилась з 3878,8 га до 2048,8 га (на 1830 га). Протягом останніх років вирубка лісів на вилучених територіях не припиняється, незважаючи на введений до 2010 року мораторій щодо ялицево-букових насаджень. 
Під час прес-туру «Преса та громадськість на захист об'єктів природно-заповідного фонду Львівщини» його учасники (40 екологів, науковців та журналістів) виявили варварські вирубки лісу на території, яка до рішення облради належала до Бориславського заказника. 
Науковці дійшли висновку, що деякі рідкісні тварини вже на межі вимирання. Наприклад, у заказнику «Бориславський» мали б оселятися яструби та канюки. Але через браконьєрство та розорення гнізд 2007 року хижих птахів не виявили.